# Kościół św. Katarzyny w Chełmcach
Kościół św. Katarzyny w Chełmcach – rzymskokatolicki kościół parafialny zlokalizowany w Chełmcach (powiat inowrocławski, województwo kujawsko-pomorskie). Do rejestru zabytków został wpisany 16 kwietnia 2012 pod numerem A/1611.

## Historia
Istnieją przypuszczenia, że parafia w Chełmcach jest jedną z najstarszych na Kujawach (pierwsza wzmianka pochodzi z 1257). W XV wieku drewniany kościół stojący we wsi określany był mianem wiekowego. W świątyni znajdowały się trzy ołtarze - w głównym znajdował się obraz Matki Boskiej z dzieciątkiem, a na jego zasłonie umieszczono wyobrażenie św. Katarzyny. Ołtarze boczne umieszczono w nawie głównej. Obiekt ten uległ rozbiórce dopiero w początku XIX wieku, a część materiałów wykorzystano do budowy małej kaplicy, w której odbywały się nabożeństwa. W XVI wieku funkcjonowała w Chełmcach szkoła parafialna. W czerwcu 1842 rozpoczęto prace przy wznoszeniu nowego kościoła, a zakończono je w grudniu 1843. Miał on jeden ołtarz. W tym czasie spłonęła stara kaplica. W czasie Kulturkampfu silne były we wsi tradycje pracy organicznej, w czym szczególnie wykazywał się ks. Kasper Kaczmarek.  W czasie okupacji hitlerowskiej Niemcy aresztowali 2 listopada 1939 księdza proboszcza Antoniego Ludwiczaka, którego potem zamordowali w ośrodku eutanazji Hartheim. 
Po II wojnie światowej wyremontowano wieżę, organy, jak również plebanię. Przywrócony również oryginalny wystrój ołtarza głównego, uporządkowano cmentarz, jego alejki wyłożono kostkę brukową, a także położono chodnik koło kościoła. Obok świątyni wzniesiony został ołtarz polowy. W listopadzie 2019 roku przeprowadzono remont wieży kościoła z powodu jej złego stanu. 

## Wyposażenie
Ze wsi pochodzi zabytkowa monstrancja, która znajduje się w Muzeum Archidiecezjalnym w Gnieźnie. Cenne są też ornaty, także przedsoborowe. Część wyposażenia pochodzi z XIX i XX wieku. 

## Otoczenie
Wokół kościoła stoją cztery kapliczki gipsowe: prawdopodobnie św. Antoniego z Padwy, Matki Boskiej, nieznanego kapłana w komży oraz kapłana z dzieckiem na rękach.